# Raya y Sakina

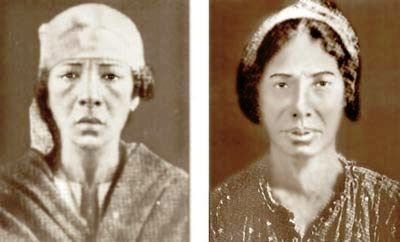
Sakina (izquierda) y Raya (derecha) en 1921.

Raya y Sakina (en árabe: ريا و سكينة‎) fueron dos asesinas en serie egipcias, conocidas como las primeras y unas de las más infames asesinas en serie de Egipto. Raya y Sakina eran hermanas. Ellas, su marido y amante respectivamente, y otros dos cómplices varones empezaron a matar mujeres en el barrio marginal de Labban en Alejandría hacia 1918. La policía se vio agobiada por crecientes informes de mujeres desaparecidas. Todas las mujeres desaparecidas habían sido vistas portando joyas de oro o bisutería, y algunas por llevar encima cantidades importantes de dinero y telas caras. Otro detalle común en los informes era que muchas de las desaparecidas habían sido vistas por última vez en compañía de una mujer llamada Sakina, que fue interrogada en varias ocasiones debido a los informes, pero consiguió eludir cualquier sospecha sobre su implicación.
En la mañana del 11 de diciembre de 1920, un transeúnte descubrió restos humanos en una zanja al lado de la carretera cerca de la casa de las hermanas; el cuerpo estaba descompuesto más allá del reconocimiento (excepto su largo cabello) y había sido descuartizado. Había también una pieza de tela negra y un par de calcetines a rayas blancas y negras cerca del cuerpo, sin embargo, estos elementos no ayudaron a la identificación de los restos. En un incidente no relacionado, sobre los mismos días de diciembre, un hombre informó haber encontrado restos humanos debajo del piso mientras cavaba para fijar una tubería de agua, en una casa previamente alquilada por Sakina.
Aquellos hallazgos proporcionaron la primera evidencia con respecto a los asesinatos en el barrio de Labban. Un oficial de policía notó numerosos pebeteros con incienso en la casa de Raya. Ella dijo que era para disimular el olor a alcohol y tabaco de los clientes del burdel. También apreció que los azulejos en cierta zona del piso parecían más nuevos. Al retirar las baldosas se extendió un fuerte hedor. Al cavar más profundo, se hallaron dos cadáveres femeninos y los restos de un tercero. Después de la pertinente investigación, se encontró que Raya y Sakina habían alquilado en los últimos años en Labban varias casas, una de las cuales junto a la comisaría de policía, donde decenas de cuerpos, restos y huesos fueron desenterrados de sus sótanos y patios interiores, acumulados en el tiempo cuando las mujeres y chicas desaparecieron. En total los restos de 17 víctimas pudieron encontrarse. 
Dada la subestimación de la mujer en la sociedad, el hecho de que dos mujeres dirigieran una banda criminal y fueran capaces de matar tan fríamente y en gran número conmocionó a la sociedad egipcia. Raya y Sakina y sus respectivos marido, Hasaballah, y amante, Muhammad Abdel a-Al, fueron juzgados por asesinato. Los cuatro fueron condenados y sentenciados a muerte en la horca el 16 de mayo de 1921, al igual que sus matones Orabi y Abdul Razik. El orfebre que les compró las joyas de las víctimas, sabiendo implícitamente su procedencia, fue condenado a cinco años de prisión. Raya y Sakina fueron las primeras mujeres egipcias en ser ejecutadas por el estado moderno de Egipto.

## Orígenes
Raya y Sakina Ali Hamman nacieron en una familia indigente de una aldea remota del Alto Egipto, Raya nació hacia 1875 y su hermana Sakina unos diez años después y tenían un hermano mayor, Abu al-Ala. El padre los abandonó y las hermanas empezaron a trabajar en cafés y vendiendo verduras asadas, así como uniéndose a su madre en hurtos. Sakina, la menor y más hermosa, a veces se prostituía a cambio de frutas y verduras. Se mudaron a la aldea de Al-Zayyat, en el Delta del Nilo. Tras un breve matrimonio y divorcio, Sakina huyó con su amante. En la ciudad de Tanta, cerca de El Cairo, abandonó a su pareja y ejerció la prostitución hasta que se mudó con un nuevo amante a Alejandría en 1913. Tres años después, tras quedar viuda Raya también llegó a la ciudad con su nuevo esposo, Hasaballah, hermano de su difunto marido, y su hija Badia. Sakina, por su parte, tenía nueva pareja, Muhammad Abdel a-Al.
Con el estallido de la Primera Guerra Mundial y la consiguiente crisis económica que afectó a la industria algodonera de Egipto, la principal fuente de empleo en el país, las dos parejas decidieron establecer casas públicas secretas en sus hogares. Tales lugares estaban muy extendidos en las grandes ciudades del Egipto colonial, donde los clientes bebían alcohol y fumaban hachís, contando algunas con prostitutas. Para evitar problemas con vecinos y otras personas que desaprobaban esos establecimientos, contrataron un par de matones locales para su protección.
Prosperaron durante la guerra pero luego el negocio empezó a decaer en medio de la agitación social contra los británicos, con huelgas y toques de queda. Comenzaron a robar alimentos y Hasaballah fue capturado y encarcelado, luego su esposa Raya también pasó seis meses en prisión. El grupo buscó una nueva línea de acción de mala reputación. Entonces la mujer egipcia promedio no depositaba su dinero en bancos, sino que lo invertía en joyas de oro que portaba en cuello, brazos y tobillos. Las dos hermanas empezaron a vagar por los mercados y cafés en su busca.
Unas eran prostitutas o amantes de funcionarios británicos a las que convencían de participar en algún negocio provechoso, otras eran conocidas a las que ofrecían leer su porvenir en las cartas, a otras las invitaron a una copa hasta emborracharlas... una vez en la casa, ellas les sujetaban brazos y piernas mientras sus cómplices las asfixiaban con pañuelos empapados en cloroformo, las apuñalaban o, lo más común, las estrangulaban para de inmediato robarlas.
La investigación duró varios meses y los sospechosos confesaron y se acusaron mutuamente. Fue Badia, la hija de nueve o diez años de Raya la que los terminó incriminando. Dijo haber espiado a sus padres estrangulando mujeres y enterrándolas bajo el suelo sobre el que luego seguían con sus vidas como si nada hubiera pasado, amenazándola con hacerle lo mismo si lo contaba.

## Escenas del crimen
Las cuatro casas que habitaron se localizaban todas cerca de la Plaza Mansheya. La mayoría de las víctimas procedía de esta zona. Las hermanas las alquilaban como pensión-prostíbulo, aprovechando que había cerca una base del ejército británico. La prostitución fue legal en Egipto durante la ocupación británica. Pertenecientes a los bajos fondos, actuaban como caseras, proxenetas y ladronas, y su pandilla también traficaba con hachís.
Las direcciones de las casas:
- Núm. 5 Calle Makoris, la calle cercana a la panadería pública de Labban.
- Núm. 38 Calle Ali Bay Elkebeer.
- Núm. 6 Callejón El Negah.
- Núm. 8 Callejón El Negah.

## Raya y Sakina en los medios de comunicación
Inspiradas en la historia de Raya y Sakina, muchos libros y obras audiovisuales han sido publicados:
- Raya y Sakina una película de 1953 protagonizada por las estrellas Negma Ibrahim, Zouzou Hamdy El-Hakim, Farid Shawki, Anwar Wagdi, Shoukry Sarhan, Samira Ahmed y Berlanty Abdel Hamid, y dirigida por Salah Abu Seif.
- Ismail Yasin meets Raya and Sakina una película de 1955 protagonizada por Ismail Yasin, Negma Ibrahim, Zouzou Hamdy El-Hakim, Abdel Fattah Qasri y Reyad El Kasabgy, y dirigida por Hamada Abdel Wahab.
- Raya y Sakina una película de 1983 con las estrellas Sharihan, Younis Shalabi y Hassan Abdeen.
- Raya y Sakina obra teatral de 1985 protagonizada por Sohair El Babli, Shadia, Abdel Moneim Madbouly y Ahmed Bedier.
- Raya y Sakina, una serie televisiva trasmitida en 2005, protagonizada por Abla Kamel, Somaya El Khashab, Sami Al Adel, Ahmed Maher, Salah Abdallah, y Ryad El Khouly, y dirigida por Gamal Abdel Hamid.
- Hubo también un programa televisivo titulado Raya y Sakina, presentado por Hala Fakher y Ghada Abdel-Razek.